# Амаравелла

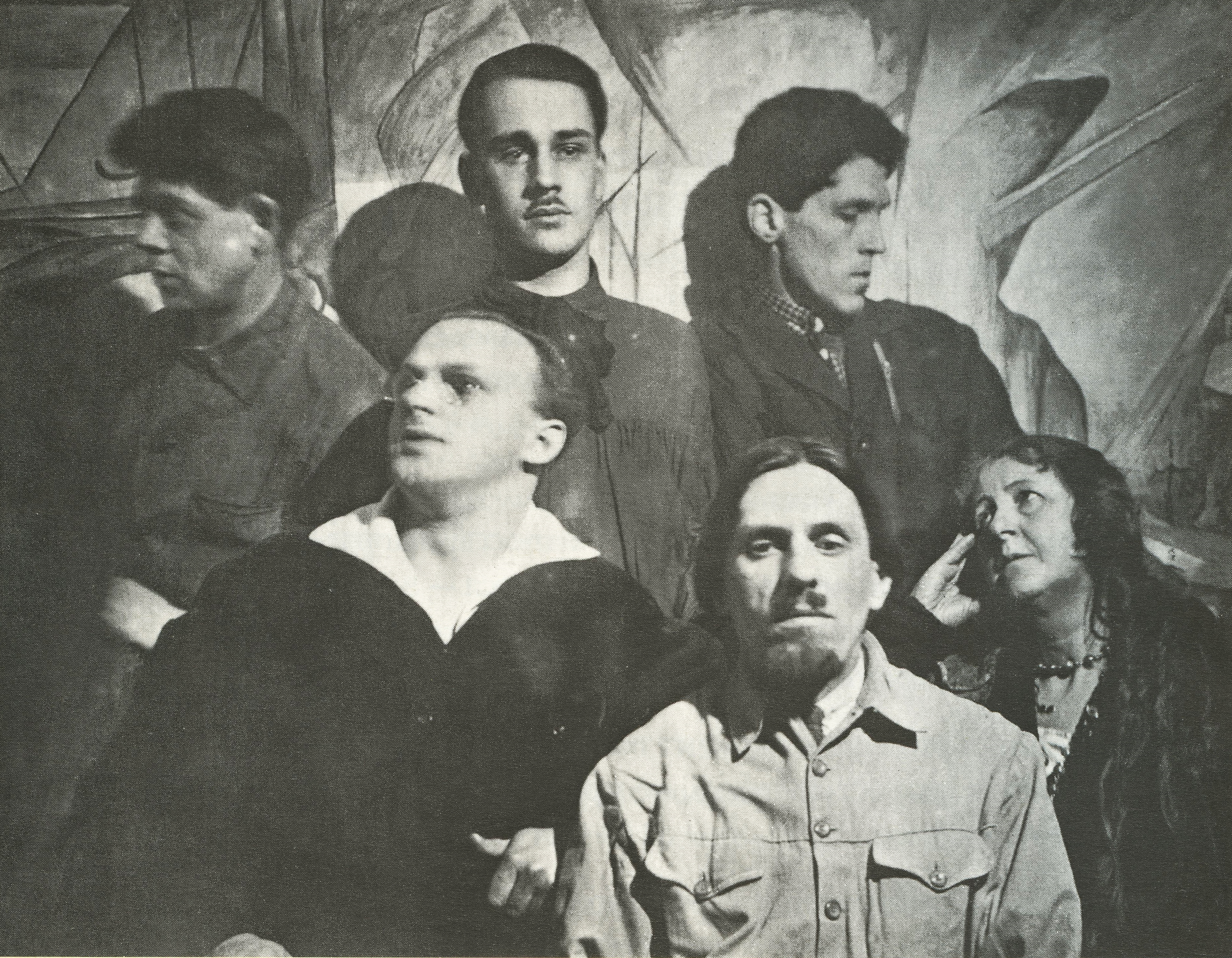
Совместная фотография участников группы «Амаравелла». Москва, 1928 г.

«Амаравелла» (комбинация санскритских слов; примерный перевод — «ростки бессмертия», «несущие свет») — объединение русских художников-космистов 1923—1930-х годов. В группу входили А. П. Сардан (Баранов) (1901—1974), Б. А. Смирнов-Русецкий (1905—1993), П. П. Фатеев (1891—1971), С. И. Шиголев (1895—1943), В. Т. Черноволенко (1900—1972), В. Н. Пшесецкая (Руна) (1879 — 1945/1946), (в качестве временных участников выступали А. Ф. Микули (1882—1938) и В. И. Яцкевич). На философско-мировоззренческую основу и концепцию искусства художников значительное влияние оказали идеи Н. К. Рериха. В творчестве участников «Амаравеллы» нашли отражение веяния культуры рубежа XIX и XX веков — идеи символизма и авангарда,  философии космизма и интуитивизма, ряда религиозно-мистических направлений (теософии, антропософии), восточной философии, идеи философии жизни.

## История группы «Амаравелла»

### Начало формирования объединения
Становление группы «Амаравелла» приходится на период с 1923 года, с началом совместной творческой деятельности Петра Петровича Фатеева и Бориса Алексеевича Смирнова-Русецкого, по 1927 год, когда к группе присоединился последний участник – Виктор Тихонович Черноволенко. Художников объединения отличала широта интересов: помимо изобразительно искусства они проявили себя в сфере театра (В. Н. Пшесецкая, В. Т. Черноволенко), музыки (А. П. Сардан и В. Т. Черноволенко были музыкантами). Некоторые участники группы проявили себя в науке (Б. А. Смирнов-Русецкий имел степень кандидата технических наук, С. И. Шиголев активно интересовался естественными науками (палеонтологией, астрономией, биологией) и учился на естественном факультете Московского университета).
Самым молодым из всех участников группы был Борис Алексеевич Смирнов-Русецкий. Он родился в Санкт-Петербурге в 1905 году. Его приобщению к искусству во многом поспособствовало окружение, в котором он находился с раннего детства. В кругу семейных связей Б. А. Смирнова-Русецкого были Билибины, Третьяковы, Бакст-Гриценко, Поджио, Боткины, Ивановы, Блоки, Жемчужниковы, Новгородцевы – известные представители литературно-художественной интеллигенции Петербурга и Москвы конца XIX – начала XX века. Большую роль в его образовании сыграл его дядя – искусствовед Александр Павлович Иванов, который познакомил племянника с искусством литовского художника и композитора М. К. Чюрлёниса и Н. К. Рериха, творчество которых оказало значительное влияние как на Б. А. Смирнова-Русецкого, так и на других участников группы.

22 октября 1922 года на выставке «Жемчужное солнце», проходившей на Кузнецком мосту, состоялась встреча Бориса Алексеевича Смирнова-Русецкого и Петра Петровича Фатеева. На выставке экспонировались работы П. П. Фатеева из его цикла «Заратустра», созданном по мотивам книги Фридриха Ницше «Как говорил Заратустра». Молодого Смирнова-Русецкого заинтересовали работы Фатеева, который был старше Бориса на 14 лет. На выставке между художниками завязалась беседа, которая переросла в многолетнюю дружбу. По воспоминаниям Бориса Алексеевича:
«Формальное в его работах не волновало, а веяло от картин ощущением «тонкого мира», потусторонности, пульсацией его, и это воздействие было очень значительным. <…> В нем прямой отклик находили футуризм, поиски Кандинского в области беспредметности, творчество Маяковского. Интересовала Фатеева и научная фантастика, что нашло отражение в его творчестве».
В 1923 году в Музее изящных искусств (ныне ГМИИ имени А.С. Пушкина) состоялась «Выставка пяти», на которой были представлены произведения Д. Г. Соболева, Б. А. Смирнова-Русецкого, П. П. Фатеева, А. Ф. Микули и Л. М. Лозовского. На этой выставке впервые совместно экспонировались работы П. П. Фатеева и Б. А. Смирнова-Русецкого, ставших первыми участниками группы «Амаравелла».

### «Квадрига»
В 1924 году в состав группы входит музыкант и художник Александр Павлович Сардан (настоящая фамилия Баранов, псевдоним был им взят в 1930 году), с которым познакомился Б. А. Смирнов-Русецкий на выставке в Музее живописной культуры. А. П. Сардан получил музыкальное образование и освоил игру на нескольких инструментах. Он сочинил ряд фуг, прелюдий, романсов, но наибольшее предпочтение отдавал музыкальным импровизациям. Он много экспериментировал в музыке, например, играл на «подготовленном» рояле. Для извлечения звуков особого тембра он клал металлические тарелки или другие предметы на струны рояля, что меняло звучание и создавало необычные музыкальные эффекты. В 1920-е годы Сардан обращается к изобразительному искусству. В свое художественное творчество вслед за М. К. Чюрлёнисом он стремился привнести музыкальное начало, развивая направление «музыкальной живописи».
В том же 1924 году в группу вошла актриса Вера Николаевна Пшесецкая (носила псевдоним Руна). Она происходила из древнего курляндского рода, детство и юность провела в Петербурге. Чтобы стать актрисой, ушла из семьи. Ко времени знакомства с художниками группы ей было 45-50 лет. Сама Вера Николаевна тоже занималась живописью. Сохранилось несколько созданных ею портретов участников группы. В. Н. Пшесецкая предложила первоначальное название для группы, в которую входило уже четверо участников, — «Квадрига».
Художники «Квадриги» регулярно встречались у Веры Николаевны. Во время встреч обычно обсуждались живописные работы участников группы, вопросы художественного творчества – здесь тон задавал Фатеев. Часто беседовали о музыке, и здесь блистал Сардан, который иногда также устраивал импровизированные концерты на рояле. В беседах часто касались вопросов научной, философской, а также духовной областей знаний. Художники обсуждали книги А. Бергсона, Ф. Ницше, П. А. Флоренского, А. Белого, Р. Тагора и др.

### Встреча с Н.К. Рерихом
Значительную роль в жизни художников группы сыграл Николай Константинович Рерих, что подчеркивал в своих воспоминаниях и Б. А. Смирнов-Русецкий:  
«Проповедь действенности искусства, его преобразующей силы была нам необычайно близка, мы чувствовали родство идей Рериха с нашими собственными мыслями и задачами». 
15 июня 1926 года семья Рерихов, возвращаясь из Центрально-азиатской экспедиции, приехала в Москву, остановившись в гостинице «Большая московская» («Гранд-отель»). Художники, узнав из газет о приезде Н. К. Рериха в Москву, решили встретиться с ним. Первым на встречу с Н. К. Рерихом отправился Б. А. Смирнов-Русецкий. Через несколько дней состоялась встреча и с другими участниками группы — В. Н. Пшесецкой, А. П. Сарданом, П. П. Фатеевым. Всего прошло 5 или 6 встреч, на которых Н. К. Рерих беседовал с художниками группы об основах своего учения, изложенных в «Живой Этике», рассказывал о своей деятельности в Америке.
Во время своего пребывания в Москве Н. К. Рерих также побывал в гостях у П. П. Фатеева, В. Н. Пшесецкой и А. П. Сардана, познакомившись с их художественными работами. Поскольку Б. А. Смирнов-Русецкий жил под Москвой и не имел возможности пригласить Н. К. Рериха домой, он познакомил его со своими работами у друзей. Отметив достоинства работ художников группы, Н. К. Рерих предложил им принять участие на международной выставке в Нью-Йорке, организатором которой являлся культурный центр «Corona Mundi» («Венец Мира»). Художники, с радостью приняв предложение, начали подготовку к предстоящей выставке.

### Завершение формирования группы
В группе тем временем появляются новые художники, которые завершают окончательное формирование объединения. В июне 1926 года к группе присоединяется Сергей Иванович Шиголев – художник-декоратор и человек разносторонних интересов, в том числе в области естественных наук. До встречи с участниками группы Сергей Иванович в течение двух лет работал в Естественно-историческом музее во Владимире. Работа в музее пробудила в нем интерес к естественным наукам: палеонтологии, астрономии, биологии, планетарным и космическим проблемам. Он с увлечением читал Г. Дж. Уэллса, Ж. Г. Верна, К. Н. Фламмариона, и отсюда, в частности, его интерес к космической теме в живописи, не угасавший до конца жизни. В творчестве Шиголева заметно проявилось влияние музыки. Он очень любил творчество М.К. Чюрлениса. Знакомство Сергея Ивановича с группой и творчеством Н.К. Рериха раздвинуло границы творческого видения художника, пробудило в нем стремление к новым поискам в области космической живописи. За 30 лет до запуска первых искусственных спутников Земли Шиголев начал разрабатывать тему взаимосвязи человека и Космоса, тему космонавтики.

Весной 1926 года С. И. Шиголев познакомил членов группы с художником и музыкантом Виктором Тихоновичем Черноволенко, завершивши формирование группы. В. Т. Черноволенко нигде не учился живописи. Встречи с членами группы, консультации Бориса Алексеевича по технике живописи и рисунку были его первой и единственной школой. Художник создавал свои работы сразу же, без предварительных эскизов. Погружаясь во время работы над картиной в медитативное состояние, В. Т. Черноволенко мог прозревать образы инобытия. В оном из интервью художник рассказывал о том, как происходит процесс создания работы:
«Творчество у меня начинается с интуиции, появляются какие-то формы, линии, потом включается сознание. Заранее я не вижу ничего, я вижу только тогда, когда я это сделаю. Это как-то проходит через меня, как через какой-то аппарат».
Художник был убежден, что увиденные им тонкие миры способен увидеть каждый человек, который может развить в себе способность их воспринимать, когда «спектр восприятия станет богаче и совершеннее». В творчестве В. Т. Черноволенко особенно ярко проявилось синестетическое начало. Художник проявил себя не только в изобразительном искусстве, но и в музыкальном – в раннем возрасте он самостоятельно освоил игру на рояле. Его музыкальные импровизации тесным образом были связаны с изобразительным искусством.

### Выставки в Америке
По условиям организаторов выставки в Нью-Йорке нужно было представить название группы, свою эмблему и свою творческую программу. Ко времени подготовки к выставке в Нью-Йорке в состав группы вошел новый участник – С. И. Шиголев (В. Т. Черноволенко вошел в состав группы позже). Поэтому предыдущее название «Квадрига» нужно было заменить новым. Было решено назвать группу «Амаравелла». Это название было предложено одним из участников группы – А. П. Сарданом (по другой версии Руной). Согласно воспоминаниям Смирнова-Русецкого, первоначальное значение этого слова утрачено, но указывается, что оно индийского происхождения и представляет собой комбинацию из нескольких слов – «амаравати», «каравелла» или «урувелла». Таким образом, слово «Амаравелла» примерно можно перевести как «ростки бессмертия» или «несущие свет». В качестве эмблемы группы был выбран разработанный В.И. Яцкевичем эскиз, на котором изображён бегущий человек с поднятой вверх сферой, а сверху расположено название группы.

Художники разработали собственную творческую программу, которую назвали «Исходные точки творчества группы Амаравелла»:
«Произведение искусства должно само говорить за себя человеку, который в состоянии услышать его речь.
Научить этому нельзя.
Сила впечатления и убедительности произведения зависит от глубины проникновения в первоисточник творческого импульса и внутренней значимости этого источника.
Наше творчество, интуитивное по преимуществу, направлено на раскрытие различных аспектов космоса – в человеческих обликах, в пейзаже и в отображении абстрактных образов внутреннего мира.
В стремлении к этой цели элемент технического оформления является второстепенным, не претендуя на самодовлеющее значение.
Поэтому восприятие наших картин должно идти не путём рассудочно-формального анализа, а путём вчувствования и внутреннего сопереживания – тогда их цель будет достигнута».
Таким образом, в художественной программе «Амаравеллы» нашли отражение идеи Н.К. Рериха, философия интуитивизма. Эта программа стала по сути манифестом искусства космизма,  в котором были изложены основные творческие принципы этого направления. В качестве своего творческого метода художники избрали интуицию, под которой они понимали неформальный подход к искусству.
Международная выставка в Нью-Йорке открылась 5 марта 1927 года. На ней, помимо работ участников «Амаравеллы», было представлено 53 работы известных художников: Поля Гогена, Рокуэлла Кента, Фелисьена Ропса, Гонендранатха Тагора (брата Рабиндраната Тагора), Альберта Блэйклока, Такеучи и других. Амаравелла на выставке впервые представляла художников из Советской России, с которой в то время у Америки не было дипломатических отношений. Выставка имела успех, работы художников получили благожелательные отзывы в ряде газет, а произведения Б.А. Смирнова-Русецкого и С.И. Шиголева были куплены за сумму в 150 долларов за каждую работу.
После успешной выставки художники получили приглашение, включая недавно присоединившегося к группе В.Т. Черноволенко, принять участие в Международной выставке в Чикаго, которую организовывал центр «Corona Mundi». Художники «Амаравеллы» приняли приглашение и весной 1928 года отправили на выставку по две работы, которые после завершении выставки остались в Америке.

### Деятельность «Амаравеллы» в 1928-1930-е гг.
1928-1930-е годы были очень активными в жизни группы. Художники продолжали регулярно встречаться еженедельно у В.Н. Пшесецкой или у П.П. Фатеева. Художники много беседовали, обсуждали книги, делились мнением о работах друг друга. Вера Николаевна иногда читала свои стихи, с жестикуляцией и музыкальной выразительностью. В эти годы у многих художников группы ведущей становится тема космоса. Все большее развитие получает «интуитивный» метод творчества, который применяли участники «Амаравеллы». Об особенностях применения этого метода в творчестве художников группы Б.А. Смирнов-Русецкий писал:
«Все мы в большей или меньшей степени исповедовали импровизационность, как условие нашего творчества. <...> Фатеев чаще всего на импровизационной основе делал рисунок, а живописную работу исполнял уже исходя из него. Мне всегда было свойственно мгновенное схватывание темы в виде рисунка, в ранние годы я и живописные работы делал в один прием, так как чаще всего, если оказывался перерыв, и я затем пытался вернуться к начатому, сталкивался с трудностями и нередко портил. Примерно так же выглядел творческий процесс и у Шиголева. А Черноволенко обычно вообще не знал, что будет делать. Он никогда не делал набросков: брал бумагу или холст, мазал, а затем от хаоса шел к оформлению образа».
Иногда художники совместно путешествовали и в поездах создавали целые циклы этюдных работ. В 1929 году в Малых Вяземах художники совместно работали над большим панно «Четыре стихии» для певицы К.А. Апухтиной. В этом же году состоялась выставка «Жизнь – Творчество», где четверо художников «Амаравеллы» – А.П. Сардан, Б.А. Смирнов-Русецкий, В.Т. Черноволенко, С.И. Шиголев – представили свои работы. Выставка имела успех, но стала последней для группы в период, когда ее участники были в полном составе.

### Разгром группы
Изменение обстановки в стране в 1930-е годы сказалось на судьбе всех участников «Амаравеллы». Практически всех художников коснулись аресты и ссылки. 6 февраля 1930-го года В.Н. Пшесецкая была арестована за «антисоветскую деятельность» и выслана в Архангельск на три года. После окончания срока Вере Николаевне было запрещено жить в каком-либо столичном или областном городе, поэтому она уехала в Казань. В конце 1930-х годов она решает снова уехать в Архангельск, где жила вплоть до своей смерти. Точная дата и место ее захоронения неизвестны.
А.П. Сардан в феврале 1930 года был арестован ОГПУ, но в тот же день был отпущен. Однако произошедшее очень сильно повлияло на него и долгое время он избегал общения с другими участниками группы, боясь подвергнуть своих друзей опасности попасть под арест. В дальнейшем он был вынужден оставить живопись и музыку. Вся дальнейшая жизнь А.П. Сардана была связана со сферой кинематографии. П.П. Фатеева аресты не коснулись, но долгое время он был вынужден вести замкнутый и скрытный образ жизни, зарабатывая на жизнь оформительской деятельностью.
Так как участники «Амаравеллы» не были членами официального союза художников и не могли продавать свои произведения через соответствующие учреждения, то они были вынуждены зарабатывать себе на жизнь разного рода деятельностью, часто не связанной с искусством. В.Т. Черноволенко был вынужден уйти в сферу снабжения; С.И. Шиголев занялся технической мультипликацией.
Осенью 1941 года С.И. Шиголев вступил в ряды народного ополчения. В начале октября 1941 года в районе деревни  Некрасово Огоньки Смоленской области попал в окружение. 20 октября 1941 года с обмороженными ногами он попал в плен. После этого С.И. Шиголев был направлен немцами в комендатуру г. Мищевска, где он несколько дней работал у немцев переводчиком (Шиголев хорошо знал немецкий язык). В связи с ухудшением здоровья его направили в госпиталь для советских военнопленных в Массальске. Спустя несколько месяцев город был отбит частями Красной Армии. После освобождения был отправлен в Москву и арестован НКГБ по обвинению в «измене Родине». 5 марта 1943 года С.И. Шиголев погиб в больнице Бутырской тюрьмы, находясь под следствием. 6июня 1968 года определением Военного трибунала Московского Военного округа следственное дело С.И. Шиголева было прекращено «за отсутствием события преступления».
Б.А. Смирнов-Русецкий практически целиком ушел в преподавательскую деятельность в МВТУ и в Механико-машиностроительном институте. Судьба Фатеева сложилась чуть лучше, чем у остальных: ради заработка он работал оформителем, что практически не мешало ему заниматься живописью. На этом история «Амаравеллы», как единой художественной группы оказалась прервана и надолго забыта в истории. Но это было только началом испытаний, которые выпали на долю художников. Далее последовали новые аресты и ссылки.

24 июня 1941 года в Б.А. Смирнов-Русецкий поехал на занятия со студентами в МВТУ, а затем в Механико-машиностроительный институт, где в этот день принимал экзамены у студентов. Вызвав его из аудитории прямо во время приема экзаменов, люди в штатском посадили его в легковую машину и повезли в Бутырскую тюрьму. Б.А. Смирнов-Русецкий был приговорен к десяти годам исправительно-трудовых лагерей за «за антисоветскую пропаганду». Об этом периоде своей жизни художник писал в своей автобиографии:
«Основным ощущением было чувство утраты человеческой личности: я стал номером, з/к, и это чувство длилось десять лет, а потом от него еще долго и трудно было избавиться. Это была жизнь в полном бесправии, на положении подопытного животного, с которым в любой момент могут делать все, что угодно».
После окончания срока заключения Б.А. Смирнова-Русецкого отправили по этапу в Москву, где в Бутырской тюрьме по обвинению за участие в антисоветской группе он был приговорен к бессрочной высылке в Акмолинскую область. Во время ссылки он находился в городе Макинске, где работал в местной школе в должности учителя рисования. Хотя ссылка была объявлена бессрочной, но в 1955 году Б.А. Смирнов-Русецкий был освобожден, но вернуться в Москву смог только после получения им справки о реабилитации в 1956 году.
Оставшиеся в живых после репрессий 1930 и 1941 годов художники «Амаравеллы» (П.П. Фатеев, Ю.А. Смирнов-Русецкий и В.Т. Черноволенко) смогли полностью посвятить себя живописи, лишь выйдя на пенсию.

### Искусство художников «Амаравеллы» в 1960-1980-е годы
Со второй половины 1950-х годов и возвращением из ссылки Б.А. Смирнова-Русецкого в Москву между бывшими участниками группы начинают восстанавливаться старые связи. С началом периода «оттепели» в стране в 1960-е годы начинают проводиться выставки художников «Амаравеллы». По воспоминаниям Б.А. Смирнова-Русецкого:
В середине 60-х годов наступил переломный момент в жизни нашей группы. Началось активное продвижение нашего творчества в жизнь.
В 1964 году впервые после выставок 1920-х годов состоялась персональная выставка П.П. Фатеева в Институте высоких температур АН СССР. В 1965 и 1966 годах прошел ряд выставок художника  в институтах, а в 1968 году была организовала выставка в Пулковской обсерватории. В 1970 году П.П. Фатеев участвовал на выставке «Мир завтрашнего дня», организованной журналом «Техника – молодежи». В 1968 году состоялась выставка работ В.Т. Черноволенко в Государственном мемориальном музее А.Н. Скрябина. В 1967 году открылась персональная выставка работ Б.А. Смирнова-Русецкого в Институте атомной энергии АН СССР. На этой выставке советский зритель впервые увидел одну из самых известных работ художника – «Космическая геометрия» (написанная в 1927 году для выставки в США, и не вернувшаяся оттуда, она была воспроизведена художником по памяти в 1965 и затем в 1980 году).
С 1980-х годов начинают проводиться совместные выставки работ художников «Амаравеллы» (организаторами этих выставок был Б.А. Смирнов-Русецкий, его друзья и ученики, так как остальные участники группы к этому времени уже ушли из жизни). В 1980 году в Доме ученых Пущинского центра состоялась большая выставка работ группы «Амаравелла». На ней были представлены работы художников на тему космоса. Эта была первая с 1920-х годов представительная выставка всей группы. В этом же году в октября состоялась еще одна выставка художников «Амаравеллы» в московском Дворце культуры «Москворечье». Выставка хорошо посещалась и не осталась незамеченной в печати. Было написано несколько статей в газетах «Вечерняя Москва» и «Ленинское знамя», состоялась передача по радио.
Работы художников «Амаравеллы» с 1980-х годов также экспонировались за рубежом. В 1981 году в рамках передвижной выставки «Время – Пространство – Человек» произведения художников  группы демонстрировались в Таллине. В 1982 году в Вильнюсе была организована выставка «Космическое искусство. Живопись, графика». В том же году в Париже состоялась международная выставка, где были представлены работы художников группы из собрания Мемориального музея космонавтики. В 1985-1987-х годах в рамках международной передвижной выставки «Космос: "Амаравелла"» работы художников группы демонстрировались в Индии, Монголии, Берлине и Финляндии.

## Последователи «Амаравеллы»
У некоторых художников группы со временем стали появляться ученики, которые восприняли художественные принципы «Амаравеллы», и продолжили развивать искусство космизма, дополнив его и своими собственными творческими концепциями. Среди учеников П.П. Фатеева были В.Н. Фляжников, Н.В. Ульянинская и Д.А. Поспелов, ставший биографом художника.
У Бориса Смирнова-Русецкого также сформировалась группа учеников, среди которых были художники Евгений Орлов, Сергей Елизаров, Владимир Карлов, Александр Шеко, Геннадий Галутва, Алексей Быстров, Вячеслав Егоров, Полина Чижевская, Наталья Зайцева-Борисова и др.
Сегодня активную творческую и преподавательскую деятельность продолжает один из учеников Б.А. Смирнова-Русецкого – Алексей Анатольевич Быстров. Усвоив творческие принципы «Амаравеллы» и своего учителя, А.А. Быстров пришел к своей собственной художественной методике. Алексей Анатольевич является организатором и бессменным руководителем студии «Интуитивной живописи» и обучает своих учеников технике «разливов», ставшей современной вариацией интуитивного метода «Амаравеллы».

## Присвоение малой планете имени «Amaravella»

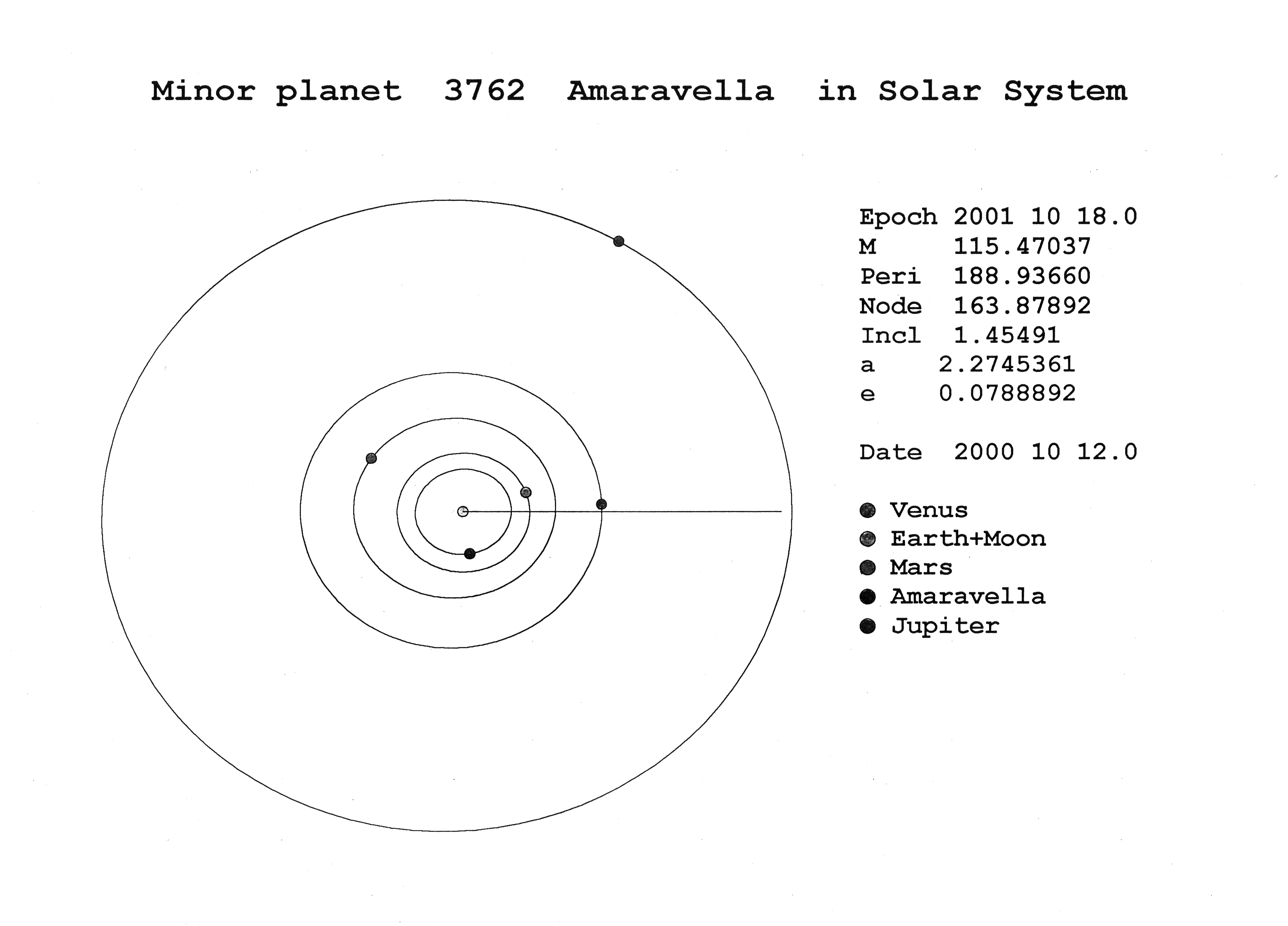
Схема положения малой планеты №3762 Amaravella в Солнечной системе

В 2000 г. одной из малых планет, открытой астрономом Черных Николаем Степановичем, сотрудником Крымской астрофизической обсерватории, и зарегистрированной в международном каталоге под номером 3762, в честь группы художников-космистов было присвоено имя «Amaravella».